# Kruisem
Kruisem is een gemeente in de Belgische provincie Oost-Vlaanderen die op 1 januari 2019 ontstond uit de fusie van de gemeenten Kruishoutem en Zingem. De gemeente telt ruim 15.000 inwoners, die Kruisemnaars worden genoemd.

## Geschiedenis
Eind 2016 werd door de gemeenten Kruishoutem en Zingem een vrijwillige fusie aangekondigd. Op de vraag om voorstellen voor een nieuwe naam, kwamen 235 suggesties. Op 29 mei 2017 kwam er een jury samen om er daar 5 uit te selecteren, waarna een online bevraging volgde.
De gemeenteraden van beide gemeenten keurden de fusie goed, en met het decreet van 4 mei 2018 bekrachtigde Vlaanderen de fusie.
De Kruisemnaars kozen op 14 oktober 2018 hun eerste gemeenteraad. Joop Verzele werd de eerste burgemeester van Kruisem.

## Kernen
De gemeente Kruisem bestaat uit de deelgemeenten Huise, Kruishoutem, Nokere, Ouwegem, Wannegem-Lede en Zingem.
Het gehucht Lozer was voor 1977 geen zelfstandige gemeente, maar een gehucht dat bij de toenmalige fusies Huise werd afgesplitst.

### Deelgemeenten en kernen
|   | Naam          | Opp. (km²) | Inwoners (2020) | Inwoners per km² | Oude NIS-code voor 1977 | NIS-code |
| - | ------------- | ---------- | --------------- | ---------------- | ----------------------- | -------- |
| 1 | Kruishoutem   | 27,25      | 5.373           | 197              | 45017                   | 45017A   |
| 2 | Zingem        | 8,17       | 4.207           | 515              | 45057                   | 45057A   |
| 3 | Lozer         | 7,19       | 1.304           | 181              | n.v.t.                  | 45017B   |
| 4 | Ouwegem       | 6,17       | 1.623           | 263              | 45036                   | 45057B   |
| 5 | Wannegem-Lede | 5,86       | 698             | 119              | 45053                   | 45017C   |
| 6 | Huise         | 9,98       | 1.760           | 176              | 45015                   | 45057C   |
| 7 | Nokere        | 6,97       | 776             | 111              | 45031                   | 45017D   |

## Demografische ontwikkeling
Alle historische gegevens hebben betrekking op de huidige gemeente, inclusief deelgemeenten, zoals ontstaan na de fusie van 1 januari 2019.
| Inwoners van jaar tot jaar op 1 januari 1992 tot heden | Inwoners van jaar tot jaar op 1 januari 1992 tot heden | Inwoners van jaar tot jaar op 1 januari 1992 tot heden |
| jaar                                                   | Aantal                                                 | Evolutie: 1992=index 100                               |
| ------------------------------------------------------ | ------------------------------------------------------ | ------------------------------------------------------ |
| 1992                                                   | 14.073                                                 | 100,0                                                  |
| 1993                                                   | 14.130                                                 | 100,4                                                  |
| 1994                                                   | 14.150                                                 | 100,5                                                  |
| 1995                                                   | 14.199                                                 | 100,9                                                  |
| 1996                                                   | 14.210                                                 | 101,0                                                  |
| 1997                                                   | 14.314                                                 | 101,7                                                  |
| 1998                                                   | 14.409                                                 | 102,4                                                  |
| 1999                                                   | 14.438                                                 | 102,6                                                  |
| 2000                                                   | 14.452                                                 | 102,7                                                  |
| 2001                                                   | 14.447                                                 | 102,7                                                  |
| 2002                                                   | 14.506                                                 | 103,1                                                  |
| 2003                                                   | 14.595                                                 | 103,7                                                  |
| 2004                                                   | 14.774                                                 | 105,0                                                  |
| 2005                                                   | 14.789                                                 | 105,1                                                  |
| 2006                                                   | 14.923                                                 | 106,0                                                  |
| 2007                                                   | 14.974                                                 | 106,4                                                  |
| 2008                                                   | 15.098                                                 | 107,3                                                  |
| 2009                                                   | 15.172                                                 | 107,8                                                  |
| 2010                                                   | 15.275                                                 | 108,5                                                  |
| 2011                                                   | 15.344                                                 | 109,0                                                  |
| 2012                                                   | 15.424                                                 | 109,6                                                  |
| 2013                                                   | 15.507                                                 | 110,2                                                  |
| 2014                                                   | 15.580                                                 | 110,7                                                  |
| 2015                                                   | 15.667                                                 | 111,3                                                  |
| 2016                                                   | 15.664                                                 | 111,3                                                  |
| 2017                                                   | 15.580                                                 | 110,7                                                  |
| 2018                                                   | 15.638                                                 | 111,1                                                  |
| 2019                                                   | 15.641                                                 | 111,1                                                  |
| 2020                                                   | 15.743                                                 | 111,9                                                  |
| 2021                                                   | 15.750                                                 | 111,9                                                  |
| 2022                                                   | 15.876                                                 | 112,8                                                  |
| 2023                                                   | 15.952                                                 | 113,4                                                  |
| 2024                                                   | 15.961                                                 | 113,4                                                  |
| 2025                                                   | 16.006                                                 | 113,7                                                  |

## Politiek

### Structuur
De gemeente Kruisem ligt in het kieskanton Kruisem in het provinciedistrict Oudenaarde, het kiesarrondissement Aalst-Oudenaarde en de kieskring Oost-Vlaanderen.

### Burgemeesters
- 2019 - heden: Joop Verzele

### Resultaten gemeenteraadsverkiezingen sinds 2018
| Partij of kartel     | Partij of kartel                   | 14-10-2018 | 14-10-2018 | 13-10-2024 | 13-10-2024 |
| Stemmen / Zetels     | Stemmen / Zetels                   | %          | 25         | %          | 25         |
| -------------------- | ---------------------------------- | ---------- | ---------- | ---------- | ---------- |
|                      | CD&V1                              | 53,41      | 14         | 59,41      | 16         |
|                      | Open Vld/N-VA/PlusA/ Voor KruisemB | 31,7A      | 8          | 27,1B      | 7          |
|                      | Open Vld/N-VA/PlusA/ Voor KruisemB | 31,7A      | 8          | 27,1B      | 7          |
|                      | Groen&Co                           | 14,9       | 3          | -          |            |
|                      | Vlaams Belang                      | -          |            | 11,6       | 2          |
|                      | Gezond Kruisem                     | -          |            | 1,9        | 0          |
| Totaal stemmen       | Totaal stemmen                     | 11974      | 11974      | 8343       | 8343       |
| Opkomst %            | Opkomst %                          | 97,3       | 97,3       | 66,1       | 66,1       |
| Blanco en ongeldig % | Blanco en ongeldig %               | 3,6        | 3,6        | 1,4        | 1,4        |

De zetels van de gevormde meerderheid staan vetjes gedrukt. De grootste partij staat in kleur.
Voor oudere verkiezingsresultaten zie de gemeenten Kruishoutem en Zingem.

## Trivia
- Auteur Marc de Bel gebruikte de naam "Kruisem" al jaren vóór het ontstaan van de fusiegemeente in zijn boeken.[9]
- In Kruisem wordt ook de grootste Belgische groothandelsmarkt voor eieren gehouden, met een wekelijkse prijsnotering.

## Bezienswaardigheden

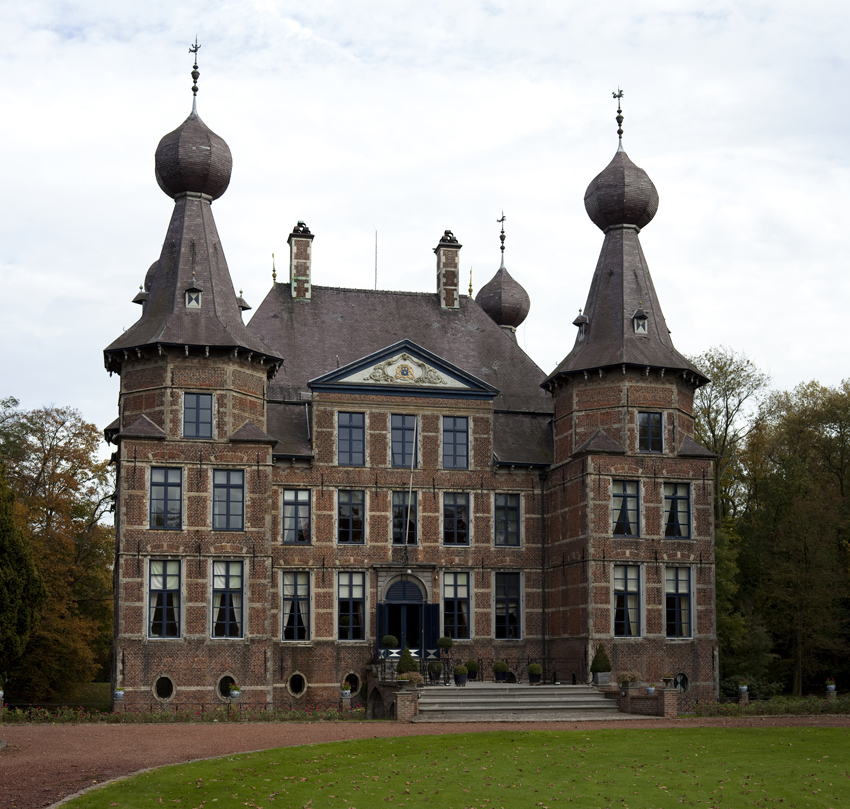
Kasteel van Kruishoutem
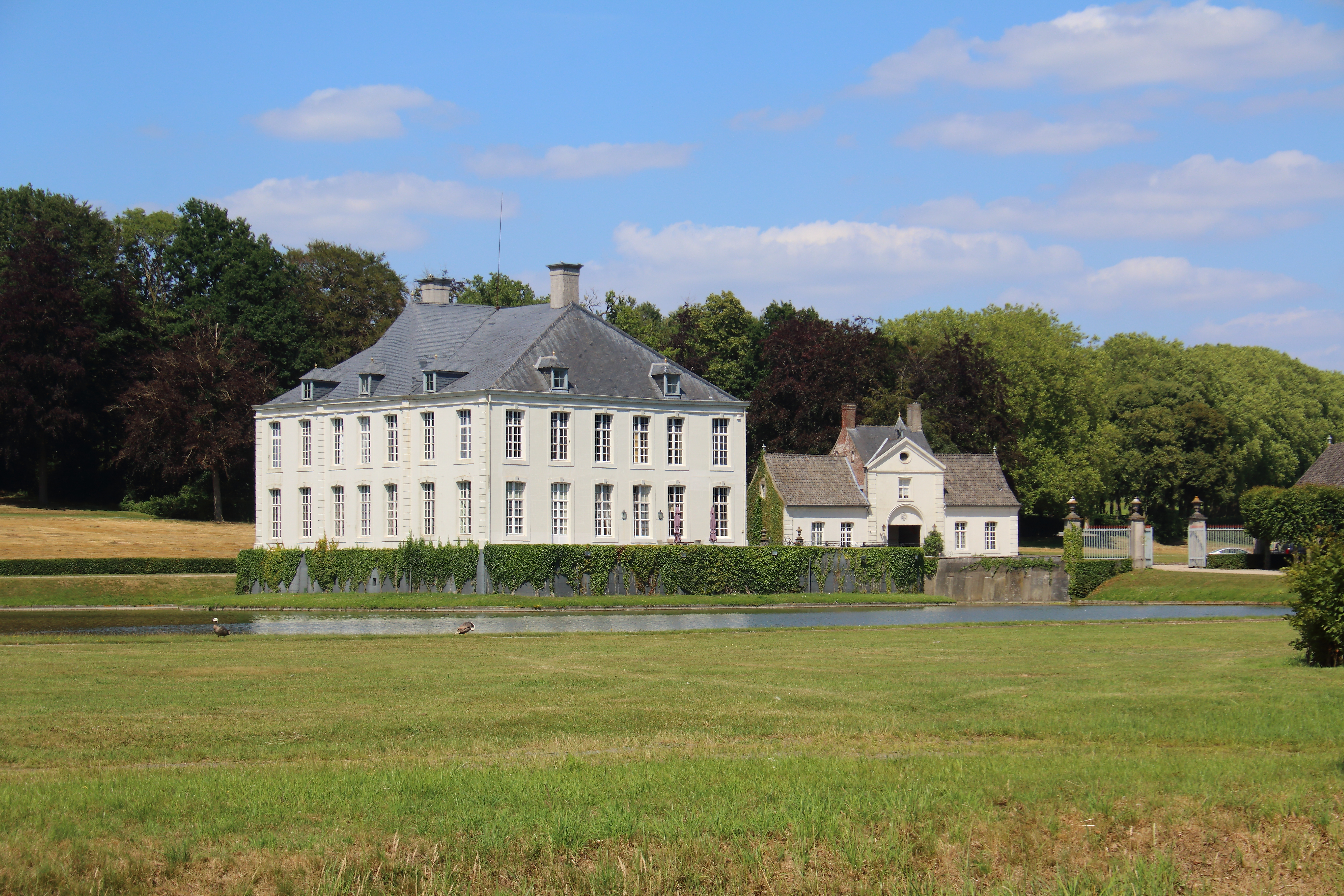
Kasteel van Nokere
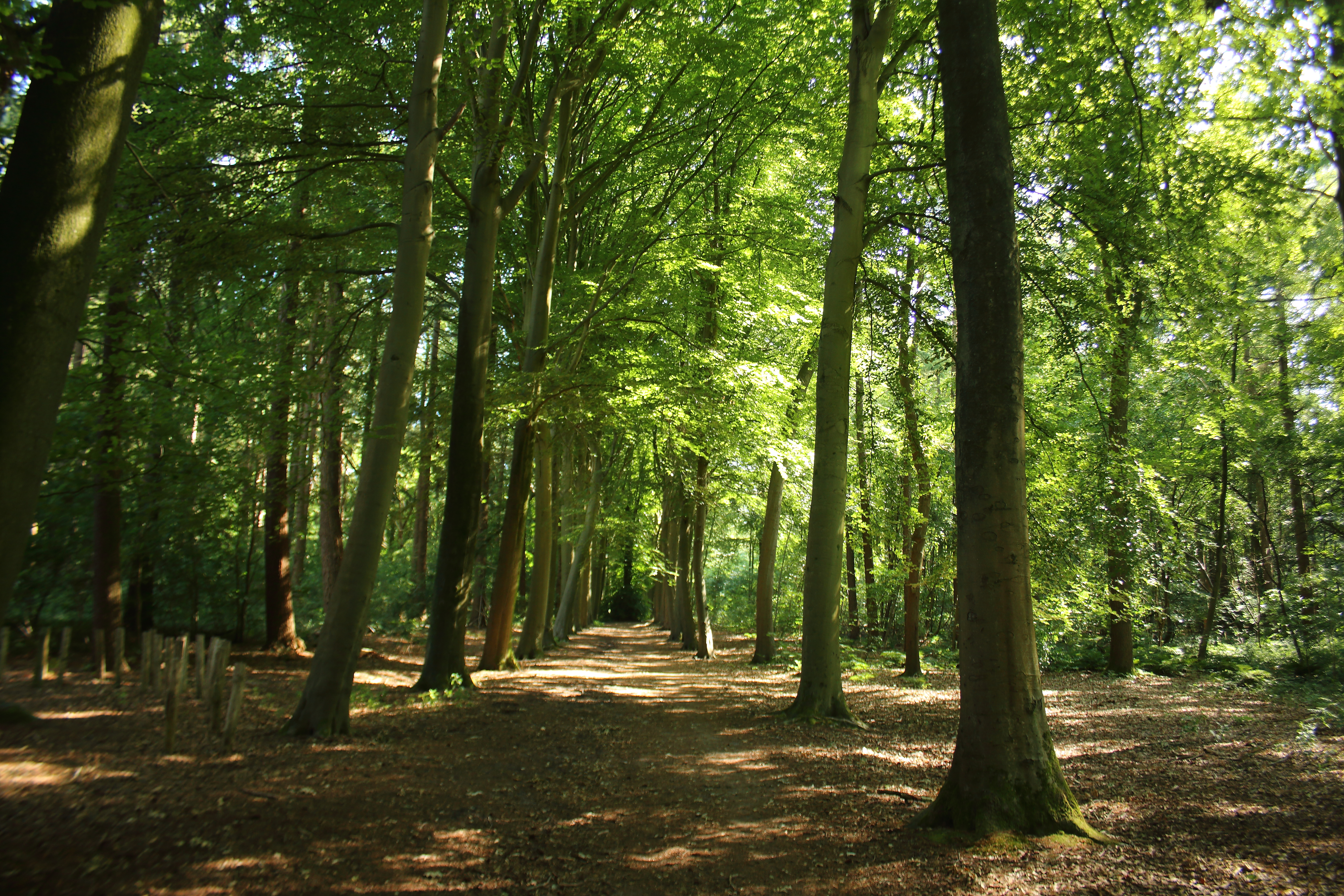
Lozerbos
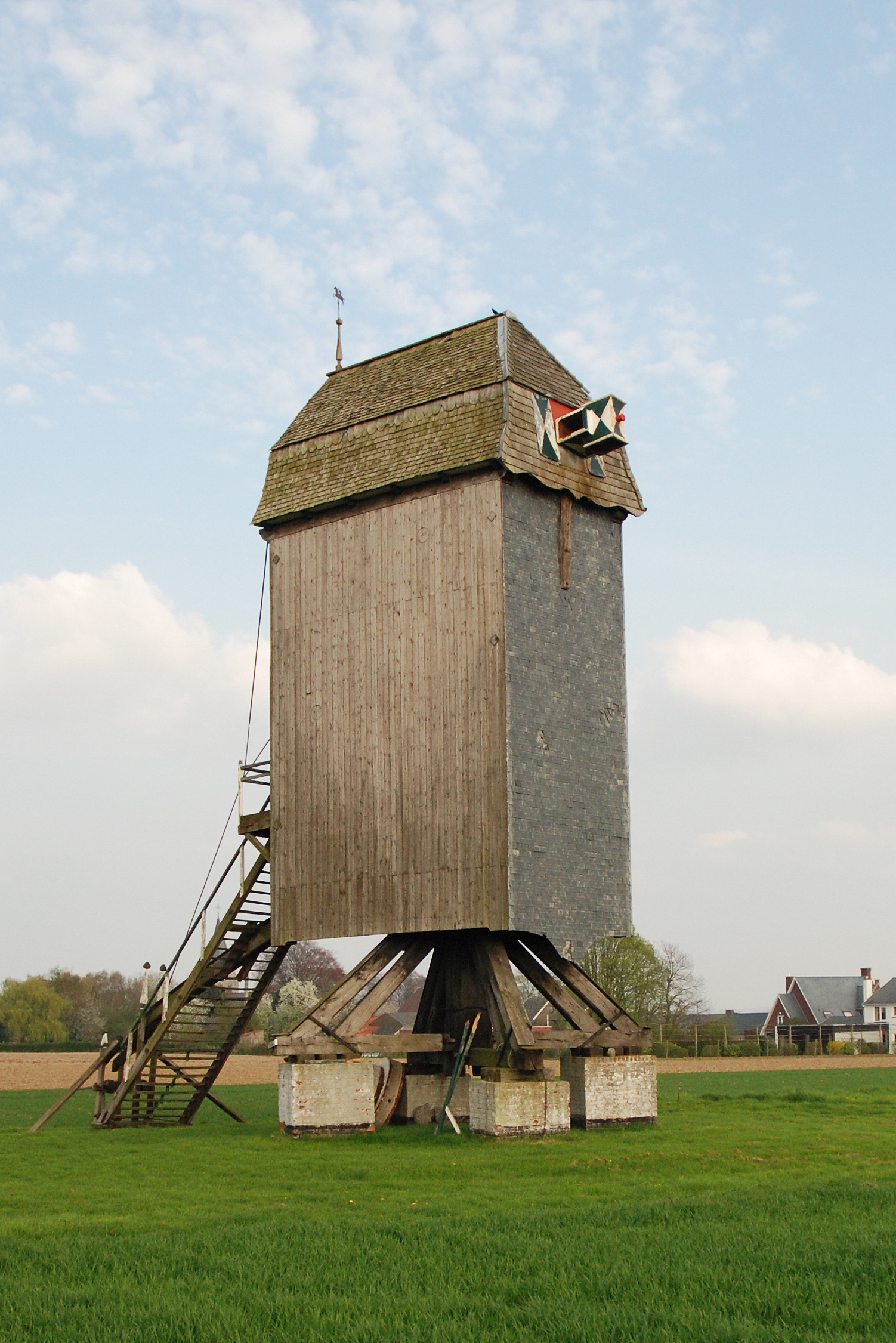
Huisekoutermolen
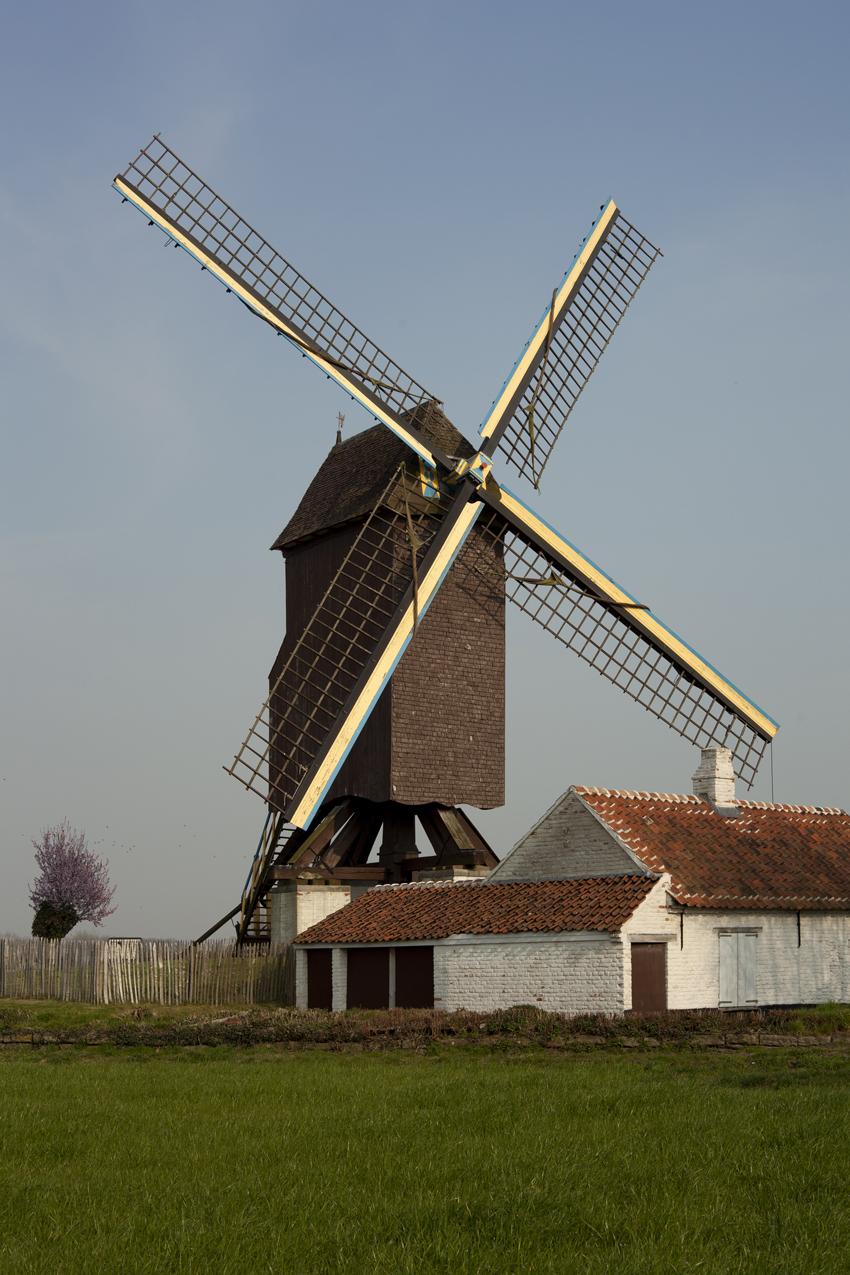
Meuleken 't Dal
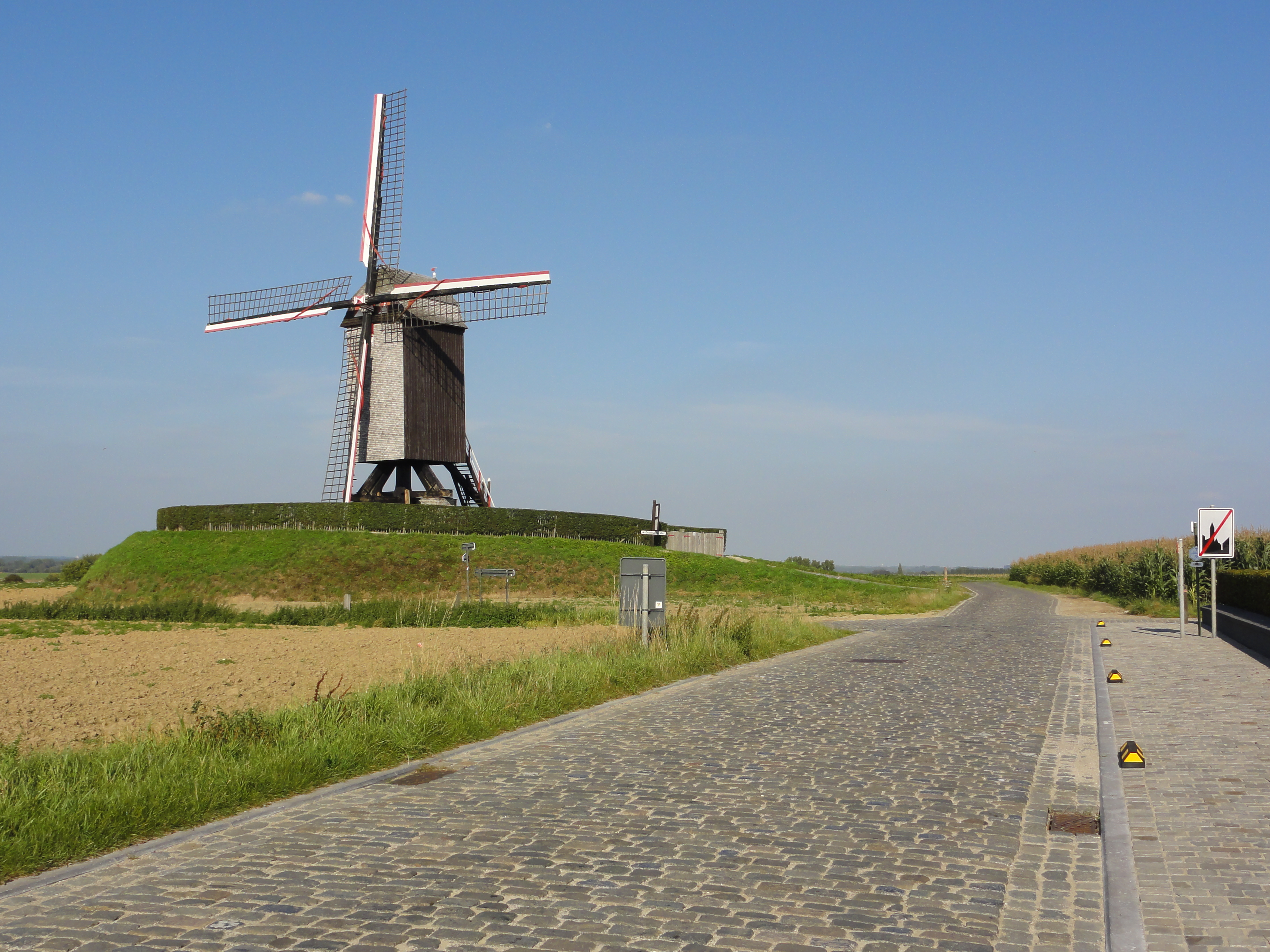
Schietsjampettermolen en Huisepontweg
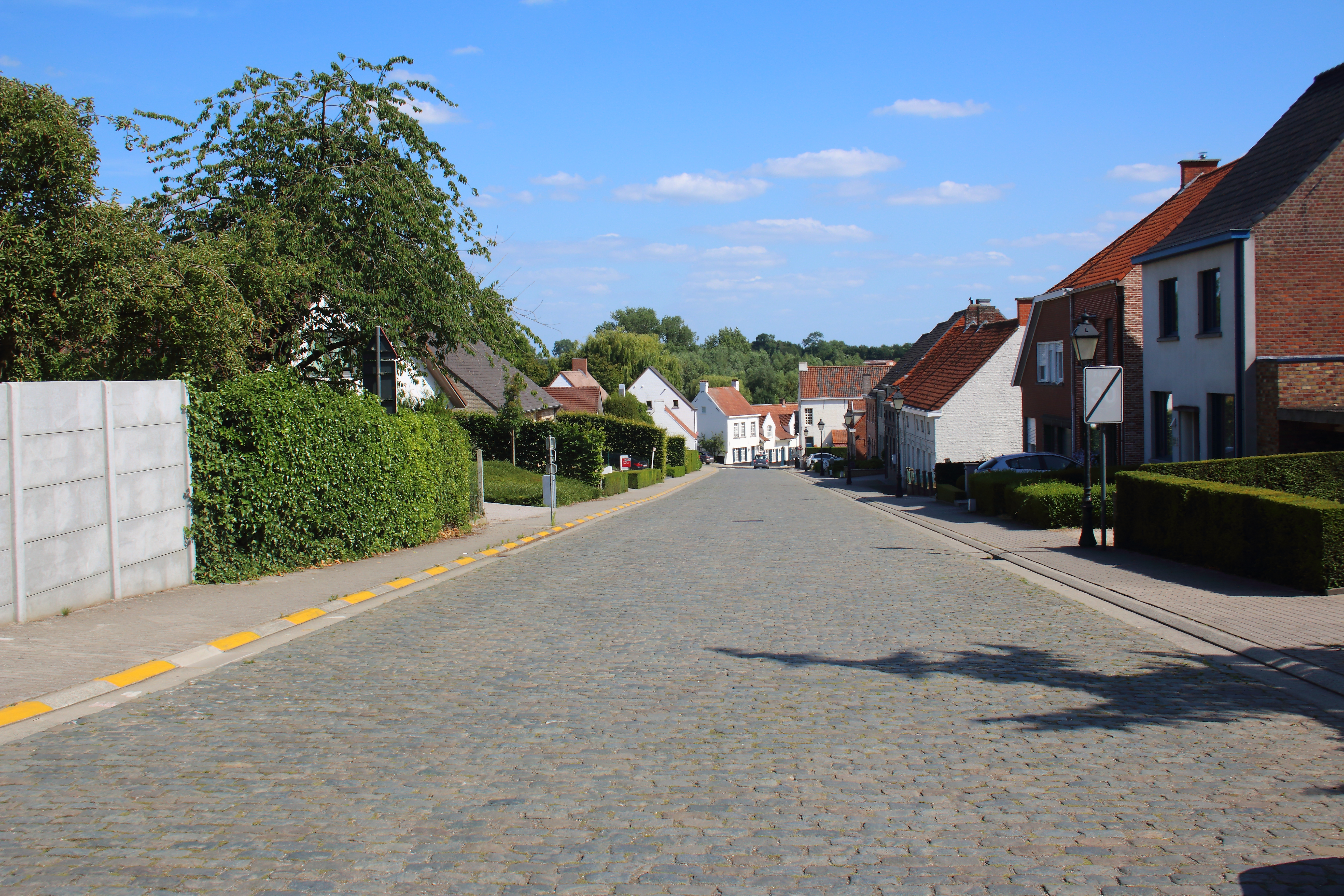
Nokereberg
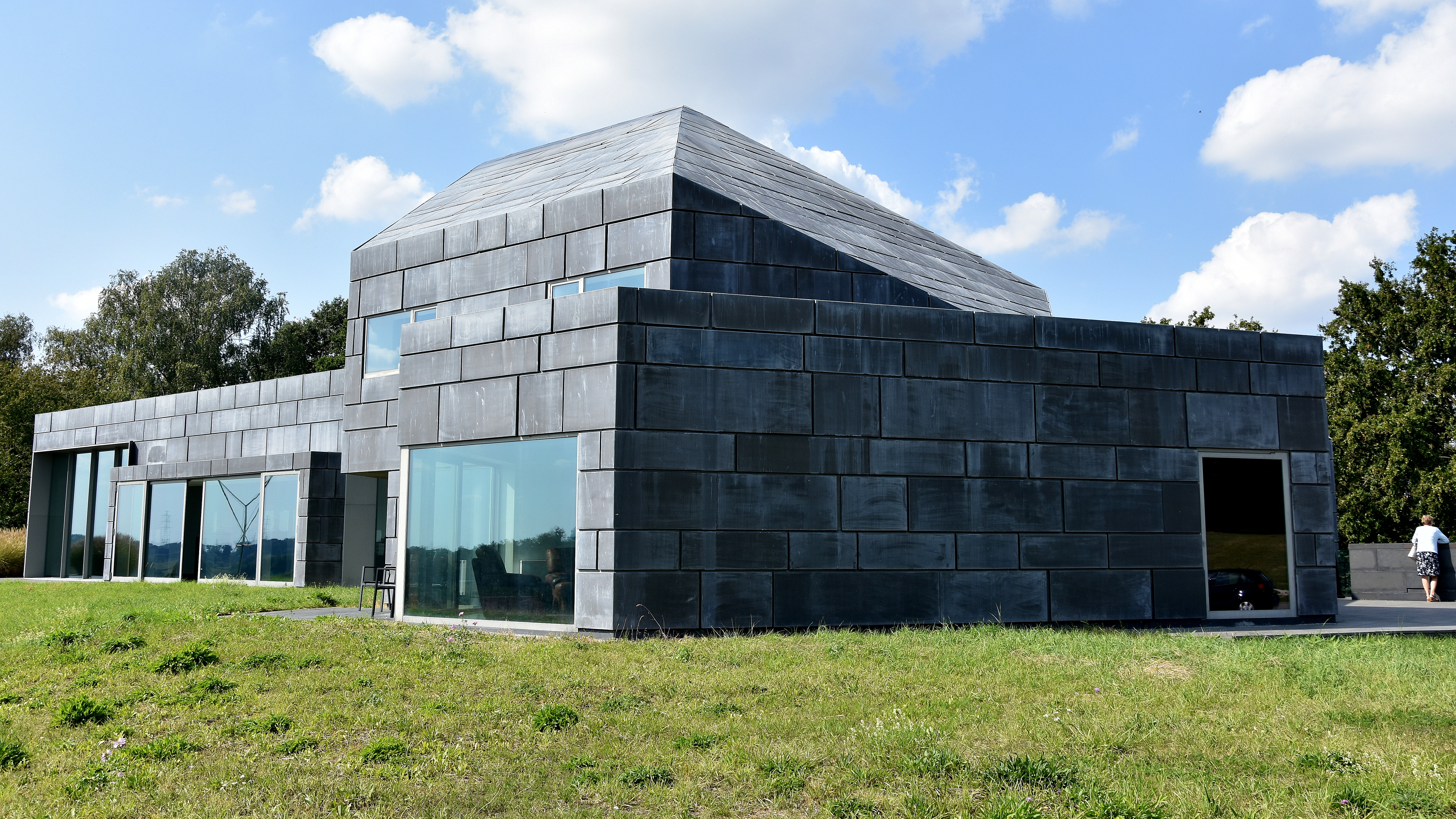
Schoenenmuseum SONS
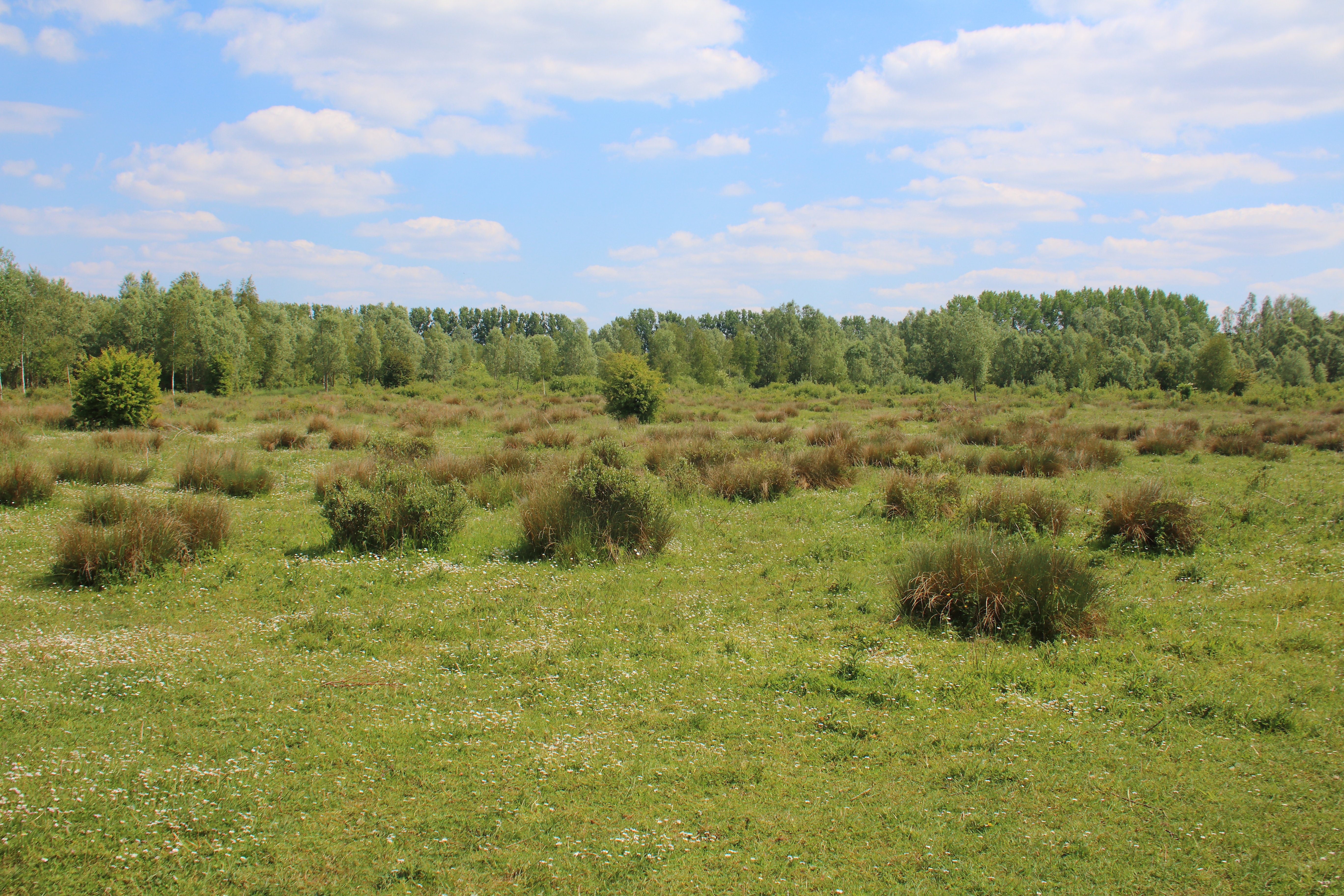
Grootmeers
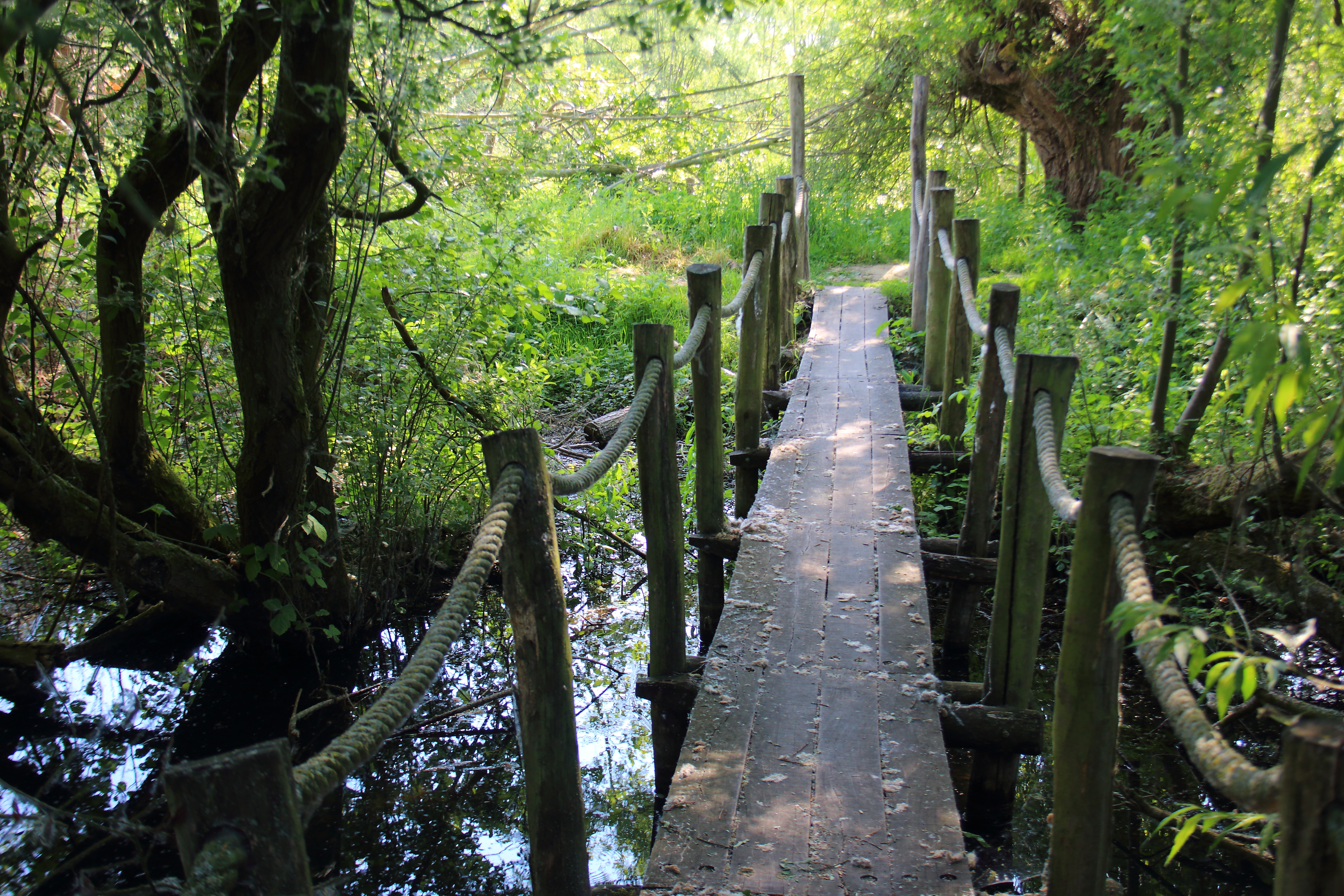
Weiput

Aalst · Aalter · Assenede · Berlare · Beveren-Kruibeke-Zwijndrecht · Brakel · Buggenhout · Deinze · Denderleeuw · Dendermonde · Destelbergen · Eeklo · Erpe-Mere · Evergem · Gavere · Gent · Geraardsbergen · Haaltert · Hamme · Herzele · Horebeke · Kaprijke · Kluisbergen · Kruisem · Laarne · Lebbeke · Lede · Lierde · Lievegem · Lochristi · Lokeren · Maarkedal · Maldegem · Merelbeke-Melle · Nazareth-De Pinte · Ninove · Oosterzele · Oudenaarde · Ronse · Sint-Gillis-Waas · Sint-Laureins · Sint-Lievens-Houtem · Sint-Martens-Latem · Sint-Niklaas · Stekene · Temse · Waasmunster · Wetteren · Wichelen · Wortegem-Petegem · Zele · Zelzate · Zottegem · Zulte · Zwalm

België: Provincies · Gemeenten
Deelgemeenten: Huise · Kruishoutem · Nokere · Ouwegem · Wannegem-Lede · Zingem

Overige plaatsen: Lede · Lozer · Marolle · Wannegem

Belgische gemeenten · Arrondissement Oudenaarde · Oost-Vlaanderen · Vlaanderen